# Теплопаровоз

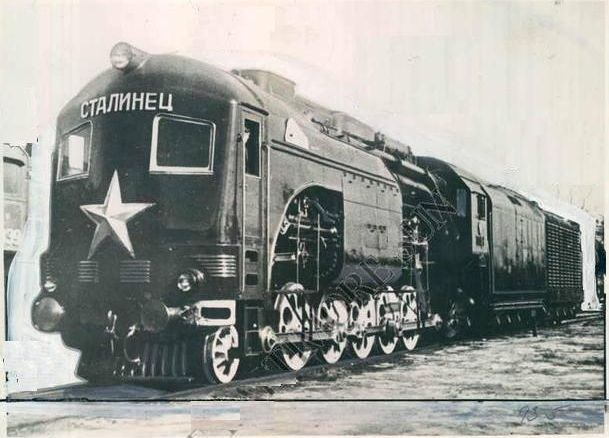
Советский теплопаровоз ТП1

Теплопаровоз — локомотив-гибрид, сочетающий в себе тепловоз непосредственного действия (то есть без промежуточной передачи между дизельным двигателем и движущими колёсами) и паровоз. Паровая машина служит для разгона, а на определённой скорости в работу включается и дизельный двигатель. Для цикла паровой машины и для цикла дизельного двигателя используется один и тот же цилиндр, хотя при работе дизеля паровая машина также продолжает работать.

## Происхождение названия
Происхождению названия положила место предыстория создания такого локомотива. Как известно, в тридцатые годы начало зарождаться тепловозостроение. Но первые тепловозы значительно уступали большинству паровозов по ряду параметров, в т.ч. и по мощности. Поэтому было принято решение спроектировать мощный тепловоз, который стал бы альтернативой мощным паровозам. И тогда была выдвинута идея — создать мощный тепловоз по схеме паровоза. Т.е. вместо водяного пара в цилиндры подавать газообразное топливо. Но было очевидным, что заставить работать такой дизель без предварительного разгона никак нельзя. 
Первоначально тепловоз предлагалось разгонять с помощью вспомогательного дизель-компрессора, нагнетавшего воздух в цилиндры.
Но были сторонники и другой идеи. Студент Московского электромеханического института инженеров транспорта Л.М. Майзель в 1935 году предложил построить локомотив,  сочетавший в себе тепловоз с паровозом, указав, что для цикла паровой машины и для цикла дизельного двигателя должен использоваться один и тот же цилиндр.

## Преимущества и недостатки теплопаровоза
При проектировании теплопаровозов конструкторы рассчитывали на то, что такой тип локомотива, по сравнению с тепловозом, будет легче изготовлять на паровозостроительных заводах и он будет проще в освоении паровозными локомотивными бригадами. К тому же у него, по сравнению с тепловозом, более высокая сила тяги при трогании с места (перенял одно из свойств паровоза). Также теплопаровоз мог реализовывать более высокий КПД (до 14—16 %), нежели паровоз (КПД 6—7 %).
Однако искусственное совмещение дизеля и паровой машины неэффективно по ряду причин, среди которых основной является то, что степень сжатия экономической работы дизеля более чем в 2 раза превышает оптимальную степень сжатия паровой машины. Помимо усложнения конструкции, это ведёт к перерасходу топлива по обоим двигателям более, чем на 30 %. К тому же уже во второй половине 1950-х на ряде заводов стало развертываться массовое производство мощных тепловозов, КПД которых 26—27 %. Немалую роль сыграла и советская политика в области железнодорожного транспорта. К примеру, те же Ворошиловоградский и Коломенский заводы продолжали строить паровозы до 1956 года. И заметные преимущества теплопаровозов над паровозами так и не были реализованы.